# Дубки (Неманский район)
Дубки́ (до 1945 года нем. Schalau) — посёлок сельского типа в Неманском районе Калининградской области России. Входит в состав Неманского городского поселения, население 547 человек на 2010 год.

## География
Расположен посёлок в 3 км восточнее города Советск, высота над уровнем моря 27 м.

## История
Поселение Нейхауз Шалауиш было основано 1360 году, позже переименованное в Паскальвен.

## Население
| 2002 | 2010 |
| ---- | ---- |
| 472  | ↘412 |